# 維新政党・新風
維新政党・新風（いしんせいとう・しんぷう、英: Ishin Party Shimpu）は、日本の政治団体。公職選挙法上の略称は「新風」。
議会への進出を目指しており、その第一歩として政党要件の確保を目標に掲げている。1995年12月9日に結成。現代表は魚谷哲央で、京都府京都市に本部を置く。各級選挙に候補者を擁立したが、2022年現時点では公認候補の当選例はない。

## 党史
参議院議員通常選挙における選挙区得票数は、初めて候補者を立てた第18回参議院議員通常選挙では42,904だったが、2013年の第23回参議院議員通常選挙では157,972まで増やした。
2008年1月から2009年11月まで松村久義と代行の板東義宣が代表を務めたのを除くと、結成以来大半の時期の代表を創設者の魚谷哲央が務めている。
2000年代初頭より、在特会をはじめとする行動する保守系の諸団体との交流も積極的に行った時期もあるが、2009年4月11日に行われたカルデロン一家追放デモ後に党本部が「民族差別を許さない」 という声明を発表している。2011年、鈴木信行が代表に就任してからは行動する保守との交流は再び活発となり、さまざまな活動において相互に強い共闘関係が生じた。
2016年に鈴木信行が党代表を辞任後、機関紙の編集室が京都に移動。その後は再び魚谷哲央を代表とした新体制となる。

## 政策・綱領
- 国体憲章案と日本国憲法案を発表[10]。
- 拉致問題解決のため、北朝鮮に対する経済制裁強化と拉致被害者奪還のためには軍事を含むあらゆる行動を検討することを主張[11][12]。
- 外国人参政権や人権擁護法案には原則反対。
- 日本や世界の平和維持のためにも国防体制を強化する。

## 党員
党員数は2003年から2007年まで毎年約100人のペースで増加していたが、2008年は30人増、2009年は31人増に留まり、2010年以降は減少傾向に転じた。2023年時点ではピーク時（2009年・22587人）の1%割程度まで党員数を減らしている、2023年現在は263人。党員・党友になるためには日本国民である事が必須とされる。

## 党役員
- 魚谷哲央（代表）
- 黒田秀高（副代表）
- 三浦小太郎（副代表）
- 川久保勲（副代表）

### 歴代党代表一覧
| 代    | 期 | 代表           | 代表                | 就任日         | 退任日                       |
| ----- | -- | -------------- | ------------------- | -------------- | ---------------------------- |
| 1     | 1  |                | 魚谷哲央            | 1995年12月9日  | 1998年12月31日               |
| 1     | 2  | 1999年1月1日   | 魚谷哲央            | 2001年12月31日 |                              |
| 1     | 3  | 2002年1月1日   | 魚谷哲央            | 2004年12月31日 |                              |
| 1     | 4  | 2005年1月1日   | 魚谷哲央            | 2007年12月31日 |                              |
| 2     | 5  |                | 松村久義            | 2008年1月1日   | 2008年6月17日 （任期中死去） |
| 代 行 | 5  |                | 板東義宣 （副代表） | 2008年6月18日  | 2009年11月13日               |
| 3     | 5  |                | 魚谷哲央            | 2009年11月14日 | 2010年12月31日               |
| 4     | 6  |                | 鈴木信行            | 2011年1月1日   | 2013年12月31日               |
| 4     | 7  | 2014年1月1日   | 鈴木信行            | 2016年7月15日  |                              |
| 5     | 8  |                | 魚谷哲央            | 2016年11月19日 | 2019年11月10日               |
| 5     | 9  | 2019年11月11日 | 魚谷哲央            |                |                              |

## 選挙

### 衆議院議員総選挙
結党以来、衆議院議員総選挙に公認候補を擁立したことはない。
思想的に近く、新風の党友となっている他党の候補者を推薦・支持することはある。これまでに推薦・支持した候補として、福井県本部が推薦した若泉征三（元職・民主党→無所属）、大阪府本部が推薦した西村眞悟（元職・連合の会→民社党→新進党→自由党→民主党→無所属→改革クラブ→たちあがれ日本→太陽の党→日本維新の会→無所属→太陽の党→次世代の党→日本のこころを大切にする党）、兵庫県本部が支持した大前繁雄（元職・民社党→無所属→自民党）がいる。
上に挙げた議員は新風の党友として党大会に祝電を送り、あるいは来賓として出席している。塩田晋（元衆議院議員・民社党→新進党→自由党→民主党）や滝沢幸助（元衆議院議員・民社党、現新風顧問）も同様に祝電を送った。

### 参議院議員通常選挙
結党以来、1998年・2001年・2004年・2007年と4回連続で参議院議員通常選挙に確認団体として10名の公認候補を擁立した。
これまでのところ、選挙区では2013年の第23回参院選東京都選挙区で鈴木信行が記録した77,465票（得票率1.4%）が、比例区では2007年の第21回参院選で記録した170,515票（同0.3%）がそれぞれ最高得票記録であり、当選者を出したことはなく、選挙区・比例区ともに供託金を全額没収されている。
基本的に選挙区は地方本部の幹部を、比例区は党本部の幹部をそれぞれ候補者としている。当初は2010年の第22回参議院議員通常選挙にも10名の公認候補を擁立するとして候補者の内定まで進めていたが、資金難などの諸事情により同年5月に立候補を取り止めると発表。この選挙に対しては比例区は自主投票、選挙区は各地方本部の判断によって支持する候補者を決めることとした。東京都本部は東京都選挙区から立候補した日本創新党の山田宏を支持したが、落選した。
2013年の第23回参院選で6年ぶりに国政選挙に参加した。主要公約には「韓国との国交断絶、TPP反対、移民受け入れ反対、核武装実現」を掲げ選挙戦に臨んだ。比例代表には候補を立てず、東京都選挙区・千葉県選挙区・神奈川県選挙区の3選挙区のみに候補者を擁立した。選挙の結果全員が落選し、供託金も全額没収された。ただ、東京選挙区の鈴木信行は2007年選挙の得票数の3倍以上の77,465票を獲得した。この結果を党は肯定的に受け止め「善戦した」というコメントを発表した。
2016年の第24回参議院議員通常選挙では東京都選挙区のみ立候補。前回より得票数を減らし落選し、供託金を没収された。この結果を受け鈴木は代表を辞任した。
2017年に鈴木信行グループ（日本国民党）が韓国闘争をめぐる対立により分裂。
2019年第25回参議院議員通常選挙では選挙区・比例区合計10名の公認候補擁立し再び確認団体として参戦する事を目指していたが、公示数週間前に断念、比例区・全選挙区共に自主投票。
2022年の第26回参議院議員通常選挙で6年ぶりに国政選挙に参加した。確認団体として、魚谷や針谷大輔（統一戦線義勇軍議長）、橋本久美（元豊島区議会議員、公認心理師）など10名の公認候補を擁立したが、当選者は出なかった。

### 参議院選挙推移
| 選挙           | 当選/候補者 | 定数 | 得票数（得票率） | 得票数（得票率） | 備考         |
| 選挙           | 当選/候補者 | 定数 | 選挙区           | 比例代表         | 備考         |
| -------------- | ----------- | ---- | ---------------- | ---------------- | ------------ |
| （結党時）     | 0/-         | 252  | -                | -                |              |
| 第18回通常選挙 | ●0/10       | 252  | 42,904（0.1%）   | 56,966（0.1%）   |              |
| 第19回通常選挙 | ●0/10       | 247  | 72,066（0.1%）   | 59,385（0.1%）   |              |
| 第20回通常選挙 | ●0/10       | 242  | 117,780（0.2%）  | 128,478（0.2%）  |              |
| 第21回通常選挙 | ●0/10       | 242  | 129,222（0.2%）  | 170,516（0.3%）  |              |
| 第22回通常選挙 | 0/0         | 242  | -                | -                | 支持0/1      |
| 第23回通常選挙 | ●0/3        | 242  | 157,972（0.3%）  | -                |              |
| 第24回通常選挙 | ●0/1        | 242  | 42,858（0.08%）  | -                |              |
| 第25回通常選挙 | 0/0         | 245  | -                | -                | 候補擁立なし |
| 第26回通常選挙 | ●0/10       | 248  | 204,101（0.38%） | 65,107（0.12%）  |              |

### 参議院議員選挙区選挙結果
| 選挙年 | 選挙内容                   | 候補者     | 得票数   | 得票率 |
| ------ | -------------------------- | ---------- | -------- | ------ |
| 1998年 | 第18回参院選北海道選挙区   | 千代信人   | 7,249票  | 0.3%   |
| 1998年 | 第18回参院選埼玉県選挙区   | 今沢雅一   | 6,422票  | 0.2%   |
| 1998年 | 第18回参院選東京都選挙区   | 松村久義   | 4,108票  | 0.0%   |
| 1998年 | 第18回参院選東京都選挙区   | 高沢美香   | 3,286票  | 0.0%   |
| 1998年 | 第18回参院選神奈川県選挙区 | 橋本稔     | 8,686票  | 0.2%   |
| 1998年 | 第18回参院選愛知県選挙区   | 林田好文   | 5,076票  | 0.2%   |
| 1998年 | 第18回参院選大阪府選挙区   | 中谷隆一   | 5,720票  | 0.1%   |
| 1998年 | 第18回参院選岡山県選挙区   | 中島剛     | 2,357票  | 0.3%   |
| 2001年 | 第19回参院選北海道選挙区   | 千代信人   | 11,469票 | 0.5%   |
| 2001年 | 第19回参院選福島県選挙区   | 熊谷義弘   | 3,733票  | 0.4%   |
| 2001年 | 第19回参院選埼玉県選挙区   | 今沢雅一   | 5,170票  | 0.2%   |
| 2001年 | 第19回参院選東京都選挙区   | 橋本尚稔   | 10,601票 | 0.2%   |
| 2001年 | 第19回参院選神奈川県選挙区 | 三輪武司   | 14,715票 | 0.4%   |
| 2001年 | 第19回参院選愛知県選挙区   | 林田好文   | 3,905票  | 0.1%   |
| 2001年 | 第19回参院選大阪府選挙区   | 中谷隆一   | 11,780票 | 0.3%   |
| 2001年 | 第19回参院選山口県選挙区   | 中島剛     | 10,693票 | 1.5%   |
| 2004年 | 第20回参院選北海道選挙区   | 千代信人   | 19,020票 | 0.7%   |
| 2004年 | 第20回参院選東京都選挙区   | 松村久義   | 10,479票 | 0.2%   |
| 2004年 | 第20回参院選神奈川県選挙区 | 川久保勲   | 22,275票 | 0.6%   |
| 2004年 | 第20回参院選愛知県選挙区   | 林田好文   | 19,156票 | 0.7%   |
| 2004年 | 第20回参院選大阪府選挙区   | 大城戸豊一 | 13,916票 | 0.4%   |
| 2004年 | 第20回参院選和歌山県選挙区 | 関佳哉     | 5,619票  | 1.2%   |
| 2004年 | 第20回参院選山口県選挙区   | 平田誠一郎 | 8,557票  | 1.1%   |
| 2004年 | 第20回参院選福岡県選挙区   | 馬場能久   | 35,942票 | 1.7%   |
| 2007年 | 第21回参院選北海道選挙区   | 千代信人   | 18,234票 | 0.6%   |
| 2007年 | 第21回参院選東京都選挙区   | 鈴木信行   | 21,548票 | 0.4%   |
| 2007年 | 第21回参院選神奈川県選挙区 | 溝口敏盛   | 21,645票 | 0.5%   |
| 2007年 | 第21回参院選愛知県選挙区   | 柘植雅二   | 13,301票 | 0.4%   |
| 2007年 | 第21回参院選京都府選挙区   | 大城戸豊一 | 5,753票  | 1.1%   |
| 2007年 | 第21回参院選岡山県選挙区   | 北川誠     | 18,758票 | 0.6%   |
| 2007年 | 第21回参院選福岡県選挙区   | 石原倫理   | 25,735票 | 0.9%   |
| 2013年 | 第23回参院選東京都選挙区   | 鈴木信行   | 77,465票 | 1.4%   |
| 2013年 | 第23回参院選千葉県選挙区   | 渡辺裕一   | 39,147票 | 1.6%   |
| 2013年 | 第23回参院選神奈川県選挙区 | 溝口敏盛   | 41,359票 | 1.1%   |
| 2016年 | 第24回参院選東京都選挙区   | 鈴木信行   | 42,858票 | 0.7%   |
| 2022年 | 第26回参院選東京都選挙区   | 河野憲二   | 22,306票 | 0.4%   |
| 2022年 | 第26回参院選神奈川県選挙区 | 針谷大輔   | 19,867票 | 0.5%   |
| 2022年 | 第26回参院選愛知県選挙区   | 石川昭彦   | 40,868票 | 1.3%   |
| 2022年 | 第26回参院選石川県選挙区   | 針原崇志   | 10,188票 | 2.4%   |
| 2022年 | 第26回参院選京都府選挙区   | 橋本久美   | 21,614票 | 2.1%   |
| 2022年 | 第26回参院選大阪府選挙区   | 西谷久美   | 37,088票 | 1.0%   |
| 2022年 | 第26回参院選兵庫県選挙区   | 黒田秀高   | 33,870票 | 1.5%   |
| 2022年 | 第26回参院選香川県選挙区   | 鹿島日出喜 | 2,890票  | 0.7%   |
| 2022年 | 第26回参院選山口県選挙区   | 佐々木信夫 | 15,410票 | 3.0%   |

## 関係団体

### 企業
- フローラ（広報誌「新風」に広告を掲載している）